# 닛산 디젤 TW
닛산 디젤 TW(영어: Nissan Diesel TW, 일본어: 日産ディーゼル・TW)는 일본 닛산 디젤 (현, UD트럭)이 생산했던 대형 트럭으로 일본에서 마지막까지 생산된 후드형 트럭이다. 대한민국의 경우 동아자동차 (현, 쌍용자동차)가 1979년부터 1981년까지 일본 UD 트럭사와 기술 제휴를 통해서 동아 닛산디젤트럭 모델을 생산한 바가 있다.

## 개요
1957년에 6TW형 차량이 출시되었고 그 중 10.5톤 차량은 당시 일본에서 가장 큰 차량이다. UD6 엔진을 탑재했으며, 36회 도쿄 모터쇼에서 복원 차량이 공개되었다, 1960년에 출시된 6TWDC12형 차량이 출시되었다. 1963년에 6TWC13형, 6TWDC14형 모델과 닛산 디젤 선그레이트 모델이 출시되었다. 1967년에 UD5 엔진이 적용된 5TWDC 차량이 선그레이트 라인업에 추가되었다. 1969년 마이너 체인지로 6TW12형 차량이 단종되었고 6TW13형 차량이 출시와 동시에 PE6 엔진이 장착되었다. 1972년에 마이너 체인지와 동시에 6TW13형 차량이 단종과 동시에 TW50형 차량이 등장했다. 해외 판매 시 TW52형으로 판매되었다. 1979년에 배출가스 규제에 대응하는 TW53형이 1981년에 출시했으나 1984년에 생산 종료와 동시에 단종되었다.

## 사진

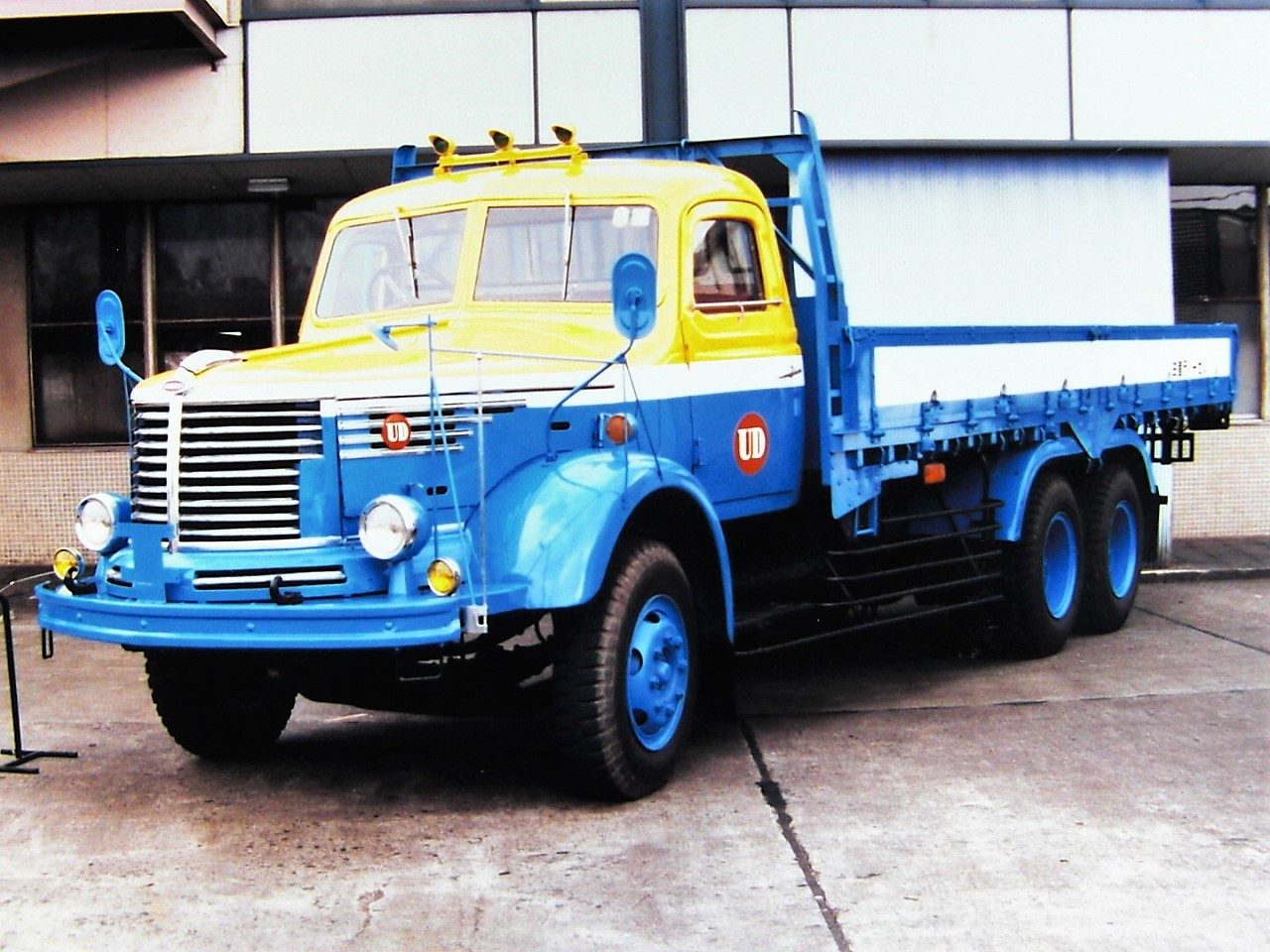
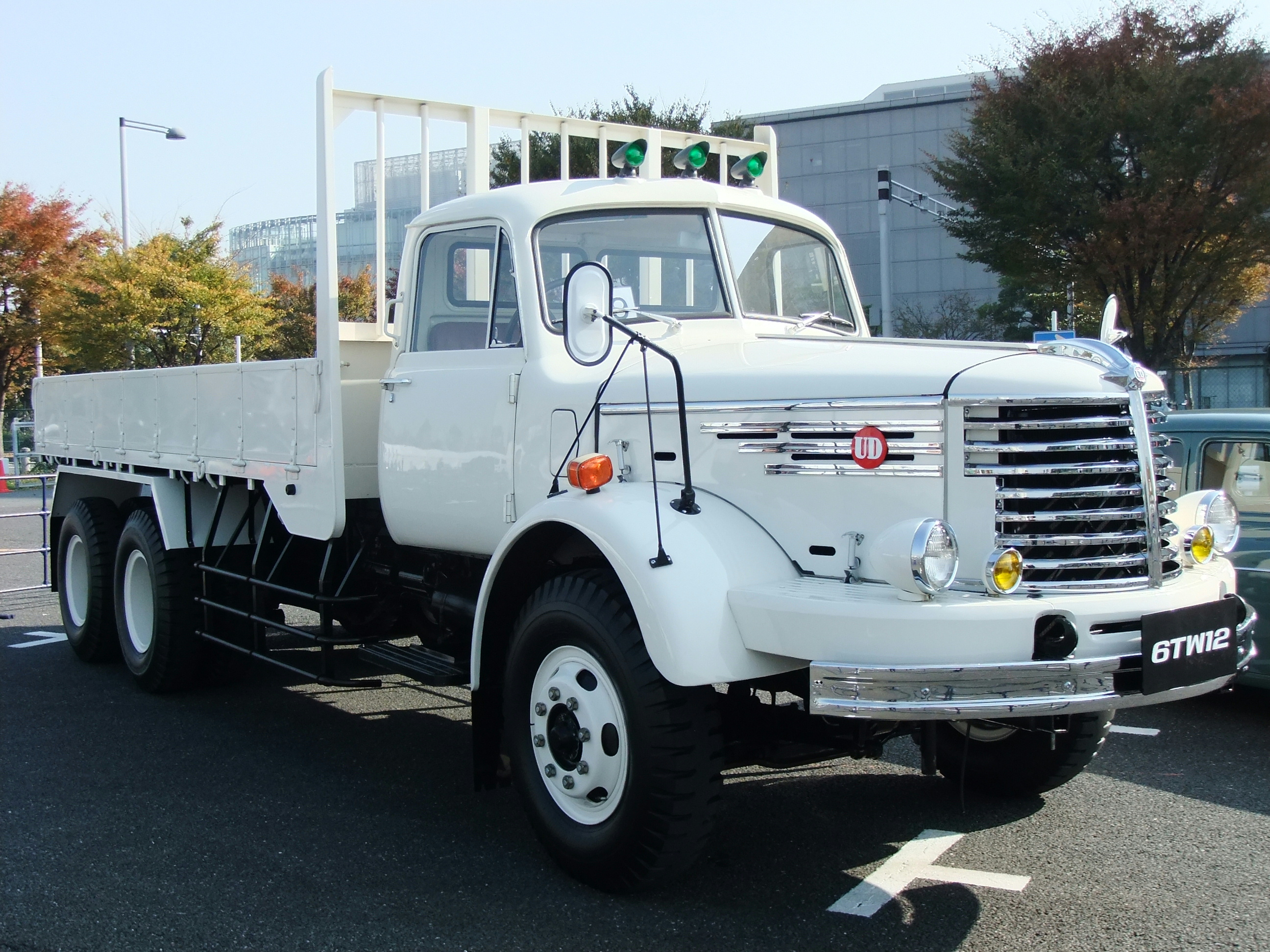
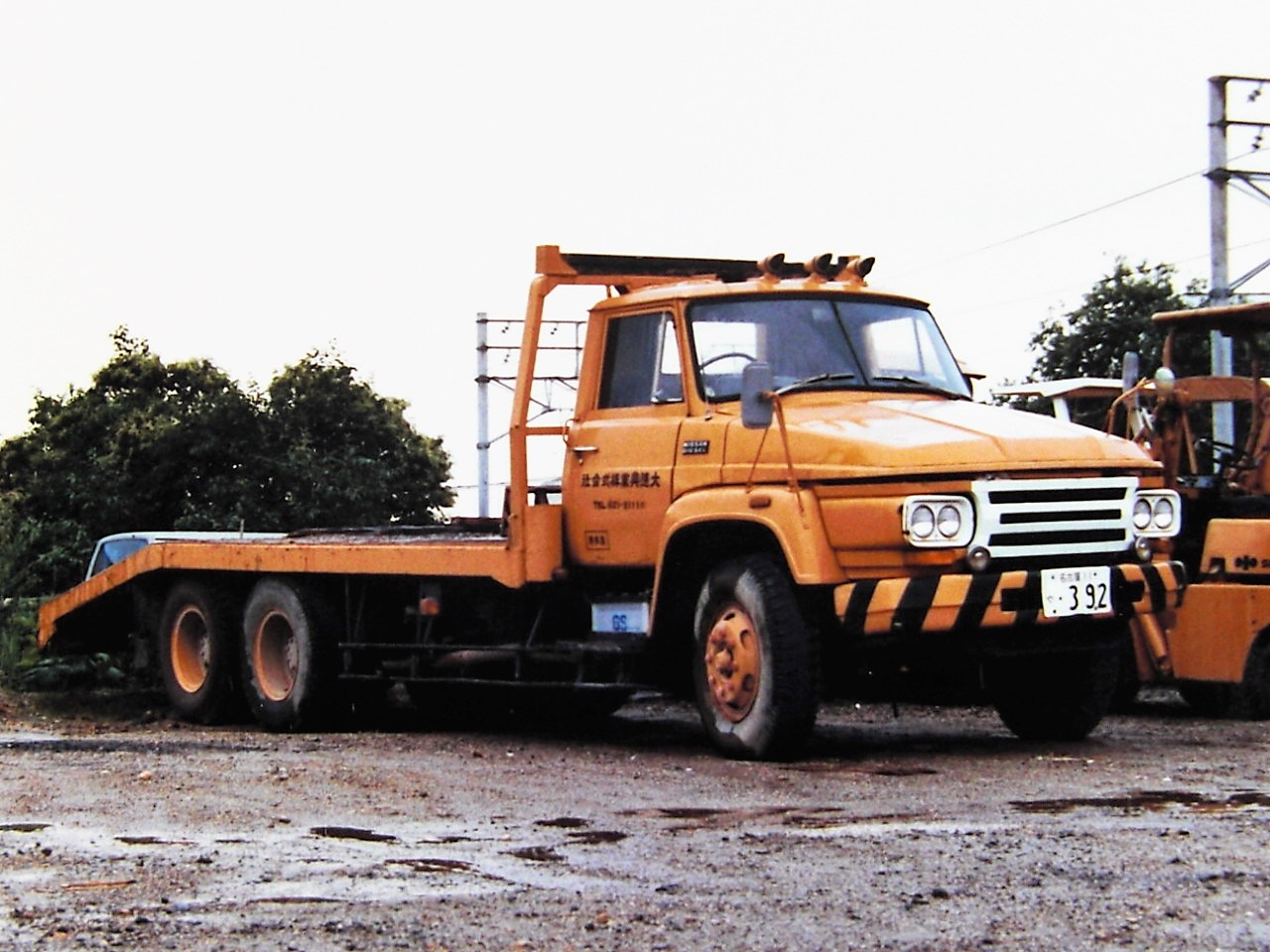